# 대한민국의 재외동포청 차장
재외동포청 차장(在外同胞廳 次長)은 청장을 보좌하는 직위로, 고위공무원단 가등급에 속하는 일반직공무원으로 보한다.

## 임명
- 재외동포청 차장은 대통령이 임명한다.

## 역할
- 재외동포청 차장은 청장을 보좌하여 소관사무를 처리하고 소속공무원을 지휘·감독하며, 청장이 사고로 직무를 수행할 수 없으면 그 직무를 대행한다.

## 역대 차장

### 재외동포청  차장
| 정부        | 대수 | 이름           | 임기                           | 비고 |
| ----------- | ---- | -------------- | ------------------------------ | ---- |
| 윤석열 정부 | 초대 | 최영한(崔泳漢) | 2023년 6월 5일~2024년 8월 20일 |      |
| 윤석열 정부 | 2대  | 변철환(卞喆煥) | 2024년 8월 ~                   |      |

## 같이 보기
- 대한민국 재외동포청